# Jenny Fish
Jennifer Lee "Jenny" Fish (* 17. Mai 1949 in Strongsville) ist eine ehemalige US-amerikanische Eisschnellläuferin.
Fish nahm meist an nationalen Wettbewerben teil und startete international erstmals bei der Mehrkampfweltmeisterschaft 1966 in Trondheim, wobei sie den 24. Platz im Mini-Mehrkampf errang. Bei ihren letzten Teilnahme an internationalen Wettbewerben bei den Olympischen Winterspielen 1968 in Grenoble belegte sie den 23. Platz über 1000 m und holte über 500 m mit einer Zeit von 46,3 Sekunden die Silbermedaille. Neben dem Sport studierte sie Gesundheit und Sport am Baldwin-Wallace College und erwarb anschließend einen Master in Pädagogik an der Kent State University. Sie war später als Sportlehrerin tätig.

## Persönliche Bestleistungen
| Disziplin | Zeit       | Datum            | Ort      |
| --------- | ---------- | ---------------- | -------- |
| 500 m     | 45,9 s     | 5. Februar 1968  | Grenoble |
| 1000 m    | 1:38,4 min | 11. Februar 1968 | Grenoble |
| 1500 m    | 2:35,0 min | 1. Februar 1968  | Oslo     |